# 元時駅
元時駅（ウォンシえき、朝鮮語: 원시역）は、京畿道安山市檀園区元時洞にある、西海線の駅である。

## 歴史
- 2013年10月21日 - 事業用鉄道路線告示にて駅名を元時駅に決定。[1]
- 2018年4月6日 - 鉄道距離表告示。[2]
- 2018年6月16日 - 西海線開業。[3]

## 駅構造

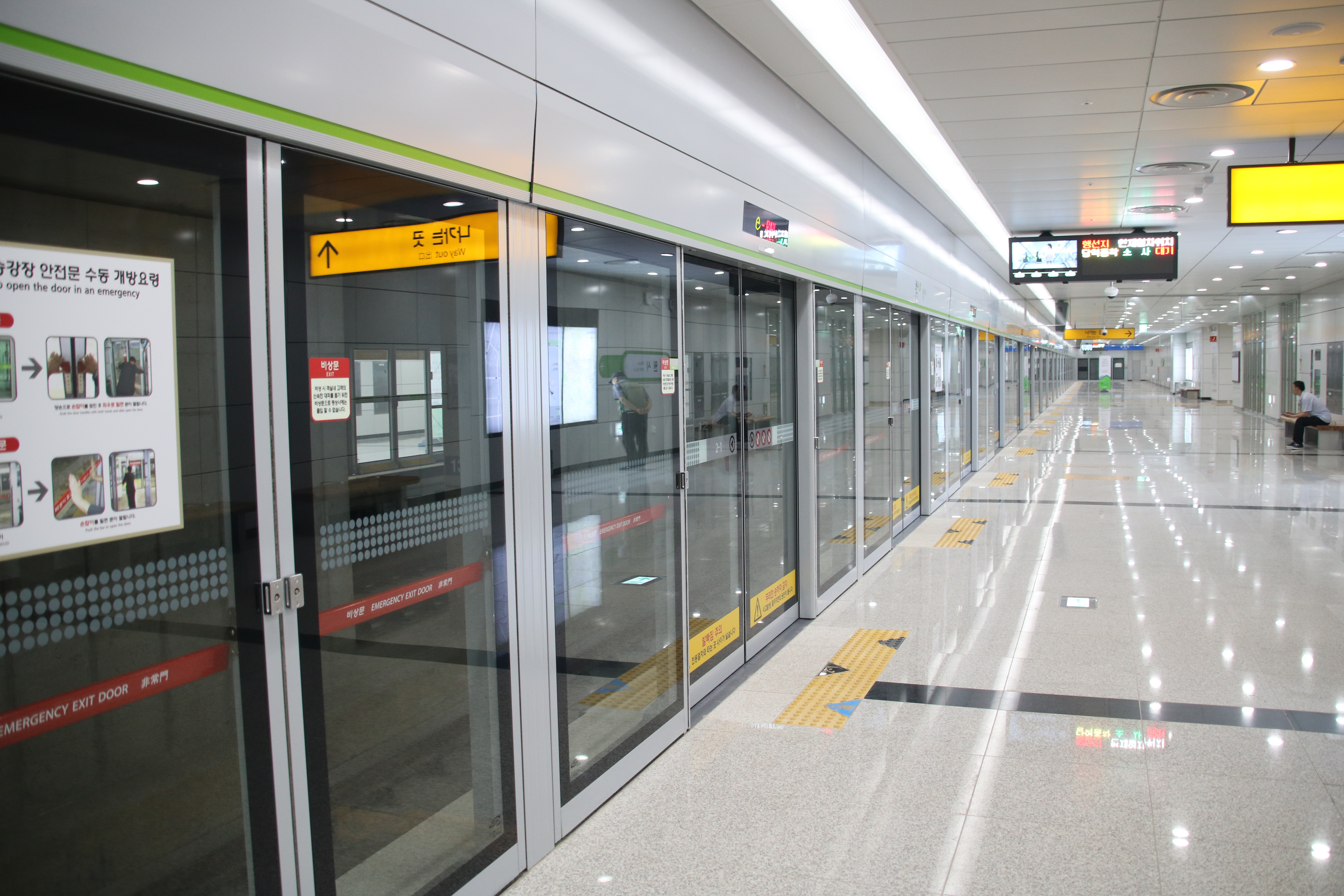
ホーム

2面2線の相対式ホームを有する。スクリーンドアが設置されている。 

### のりば
| 上行 | ● 西海線 | 素砂方面 |

## 駅周辺
- 半月国家産業団地（安山スマートハブ）
- 展望台公園
- 別望城址

## ギャラリー

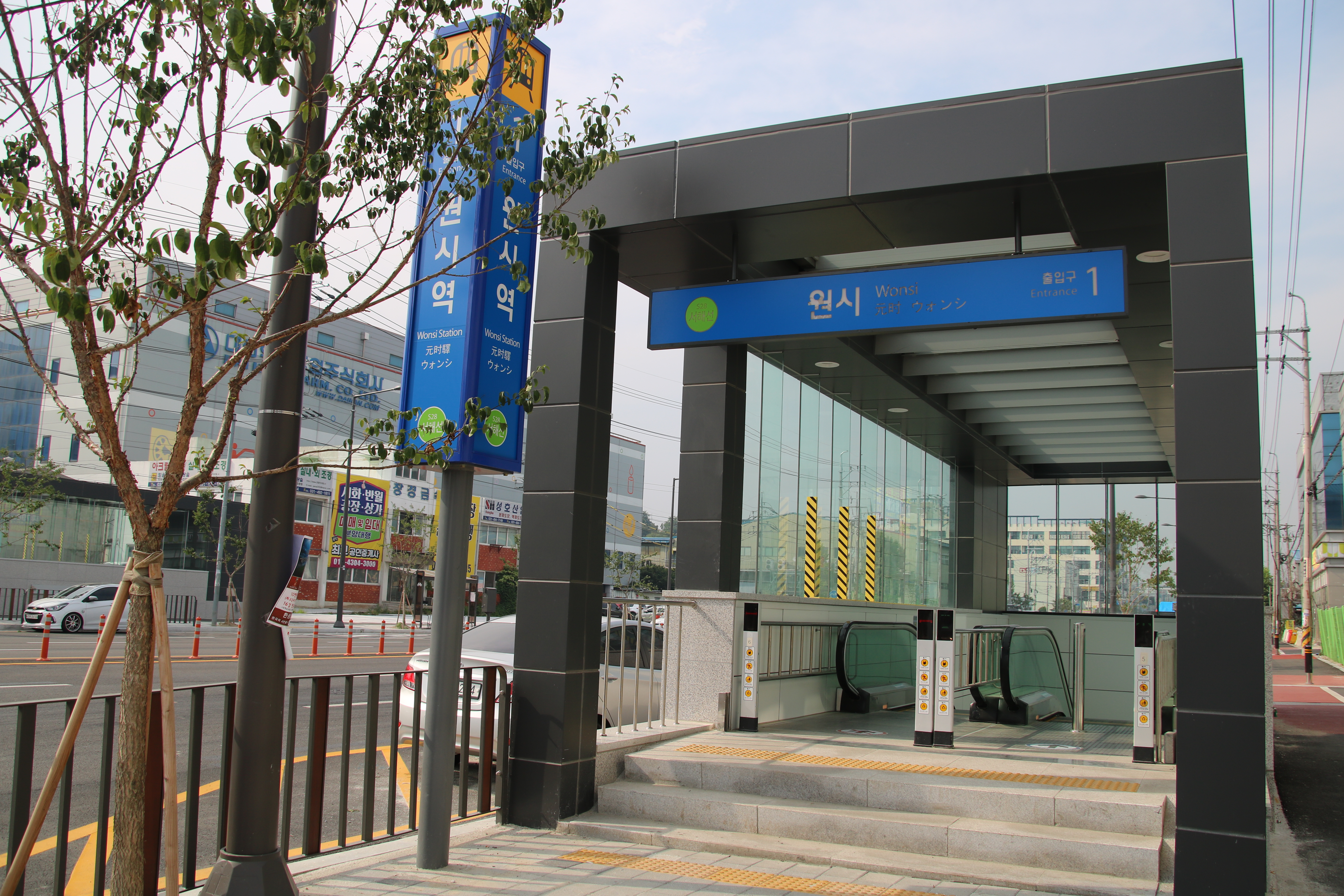
1番 出入口
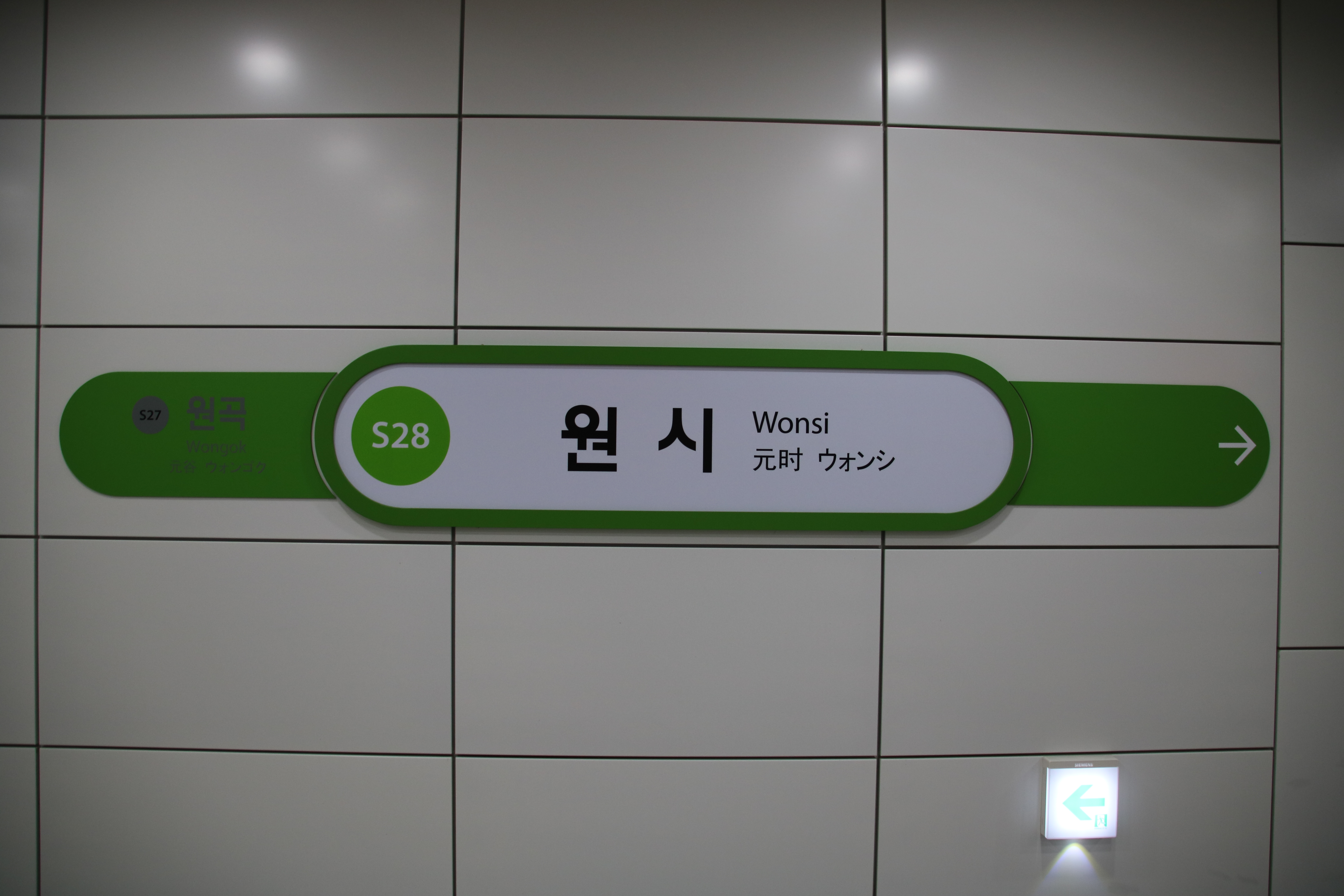
駅名標
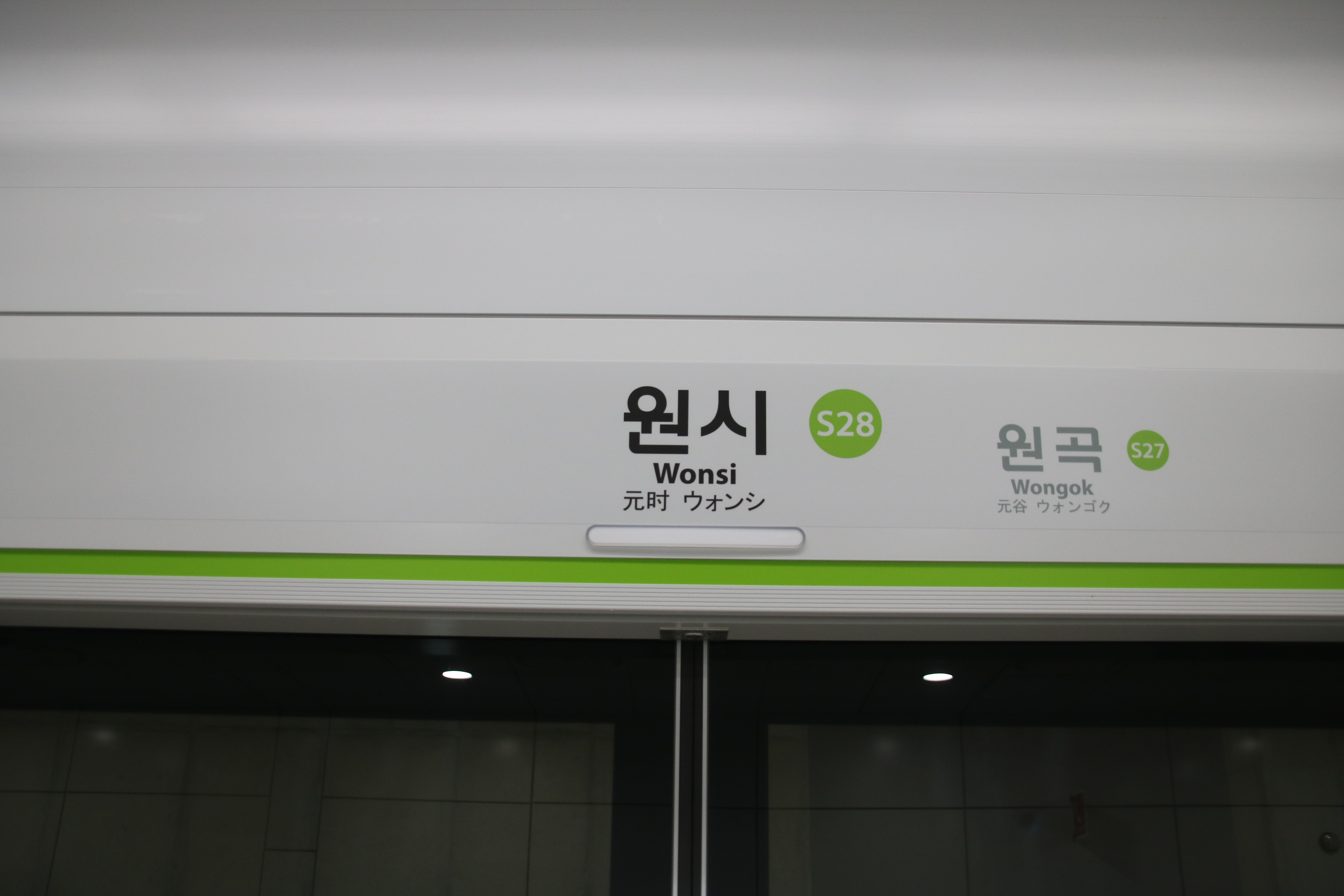
スクリーンドア 駅名標

## 隣の駅
素砂元時線運営
●西海線　
時雨駅 (S27) - 元時駅 (S28)